# Терезієнштадт

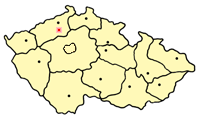
Терезієнштадт на мапі Чехії

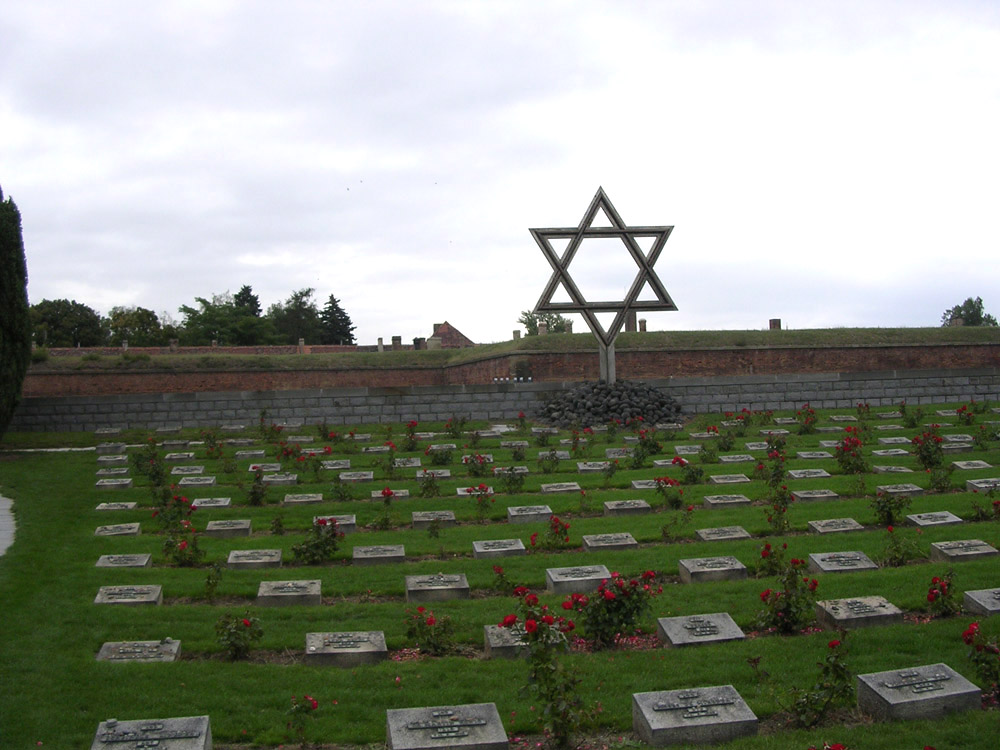
Кладовище у Терезіні перед колишнім гетто

Терезієнштадт (нім. Theresienstadt, Терезінське гетто) — нацистське гетто (концентраційний табір), що розташовувався на території колишнього гарнізонного міста Терезін в Чехії, на березі річки Огрже. Створений у листопаді 1941 року на базі в'язниці гестапо. За роки війни в цей табір потрапили близько 140 тисяч осіб (серед них 15 тисяч дітей), з яких близько 33 тисячі загинули, а 88 тисяч було депортовано до Аушвіцу та інших таборів смерті і були вбиті. Терезін був звільнений радянськими військами 9 травня 1945 року.

## Історія
Одним із завдань концентраційного табору Терезієнштадт була пропаганда, яка представляла так зване «гетто для літніх» (нім. Altersghetto) як зразковий табір. З 1942 року, після Ванзейської конференції, нацисти стали масово депортувати сюди літніх євреїв з території Німеччини й окупованих європейських країн.
Нацисти використовували фортецю Терезін, побудовану наприкінці XVIII століття на березі Огрже. Після окупації Богемії та Моравії у 1940 році «маленька фортеця» (нім. Kleine Festung) стала використовуватися празьким гестапо як в'язниця, позаяк у Празі всі тюрми були переповнені. Гетто було спочатку призначено тільки для чоловіків, однак після замаху на імперського протектора Богемії та Моравії Рейгарда Гейдріха у 1942 році був створений жіночий блок.
Терезієнштадт відрізнявся дуже високим освітнім та професійним рівнем в'язнів, серед яких було чимало вчених, літераторів, музикантів, політиків з міжнародною популярністю.
У ньому діяли синагоги та християнські молитовні будинки. Були лекційні зали, випускалися журнали, проводилися вистави і виставки. Випадків організованого опору не виявлено. Траплялися поодинокі втечі.

### Комісія Червоного хреста
У жовтні 1943 року з Данії в Терезієнштадт були депортовані 476 євреїв (більшість євреїв Данії змогли втекти до Швеції). Під тиском данського уряду керівництво СС вирішило продемонструвати делегації Червоного Хреста «зразковий» табір. Для того, щоб приховати факт перенаселення Терезієнштадту, нацисти посилили депортацію ув'язнених до Аушвіцу. Там їх тримали у так званих «сімейних бараках», для того, щоб мати можливість представити їх делегації у відповідь на питання про родичів. Після від'їзду «гостей» всі депортовані до Аушвіцу в'язні були вбиті. 23 червня 1944 року Червоному Хресту демонструвалися школа, лікарня, театр, кафе, басейн та дитячий садок. Діти зіграли перед гостями оперу «Брундібар», написану ув'язненим у Терезієнштадті композитором Гансом Красою.
Розмов з в'язнем віч-на-віч делегація не вела. Наприкінці візиту «гостям» був продемонстрований фільм ув'язненого режисера Курта Геррона про життя у Терезієнштадті під назвою «Терезієнштадт. Документальний фільм з єврейського поселення» (нім. "Theresienstadt. Ein Dokumentarfilm aus dem jüdischen Siedlungsgebiet"), більш відомий під неофіційною назвою «Фюрер дарує євреям місто» (нім. "Der Führer schenkt den Juden eine Stadt"), який буде використаний у опублікованих записах і спогадах ув'язнених.
Візит комісії і фальсифікація життя у Терезіні до її приїзду збереглись у малюнках в'язнів, що висміювали цю подію з чорним гумором.

## Пам'ять
В Ізраїлі на пам'ять про в'язнів терезінського гетто створений музей «Дім Терезин».

## Жертви
| Походження                                      | Кількість ув'язнених |
| ----------------------------------------------- | -------------------- |
| Протекторат Богемії та Моравії (Чехословаччина) | 73 500               |
| Німеччина                                       | 42 821               |
| Австрія                                         | 15 266               |
| Нідерланди                                      | 4 894                |
| Словаччина (Чехословаччина)                     | 1 447                |
| Білосток                                        | 1 260                |
| Угорщина                                        | 1 150                |
| Данія                                           | 476                  |
| інші                                            | 20                   |
| новонароджені                                   | 247                  |
| разом                                           | 141 184              |

Серед ув'язнених у Терезієнштадті перебували:
- Отто Валльбург (1889—1944) — німецький кіноактор
- Юлія Вольфторн (1864—1944) — німецька художниця
- Макс Герман (1865—1942) — німецький літературознавець і театрознавець
- Курт Геррон (1897—1944) — німецький актор і режисер
- Мілада Горакова (1901—1950) — чехословацький політик і суспільний діяч
- Робер Деснос (1900—1945) — французький поет
- Ізидор Задгер (1867—1942) — австрійський психоаналітик
- Гідеон Кляйн (1919—1945) — чеський композитор і піаніст
- Ґанс Краса (1899—1944) — чеський композитор
- Віктор Ульманн (1898—1944) — чеський композитор[1]
- Альфред Флатов (1869—1942) та Густав Флатов (1875—1945) — німецькі гімнасти, олімпійські чемпіони
- Віктор Франкл (1905—1997) — австрійський психіатр і психолог
- Павел Хаас (1899—1944) — чеський композитор
- Берта Дрейфус — сестра Альберта Ейнштейна
- Фрідл Дікер-Брандейс (1898—1944) — австрійська художниця
- Георг Александр Пік (1859—1942) — австрійський математик
- Семен Самійлович Якерсон (1897—1944) — легендарний сотник армії УНР
- Отто фон Блюменталь (1876—1944) — німецький математик
- Марко Дмитрович Антонович (1916—2005) — український історик
- Альфред Філіпсон (1864—1953) — німецький географ і геолог.
- Карел Гартман (1885—1944) — чеський хокеїст, віце-президент ЛІГА.
- Елізе Ріхтер (1865—1943) — австрійська вчена-філолог.